# 구자경 (관료)
구자경(具滋璟, 일본식 이름: 竹山淸다케야마 기요, 1888년 5월 ~ ?)은 일제강점기의 경찰 출신 관료이다.

## 생애
전라남도 나주군 출신이다. 대한제국 말기인 1909년에 나주경찰서 순사로 시작하며 경찰계에 투신했다. 한일 병합 조약 체결 후에는 조선총독부 소속의 통역생이 되어 해남경찰서에서 근무했다.
1915년에 경부로 승진하였고, 해남경찰서, 나주경찰서, 광주경찰서 등 전남 지역에서 경찰로 일했다. 1922년에는 경시로 승진하여 전라남도 경찰부의 보안과장과 위생과장을 역임했다. 1945년 태평양 전쟁 종전 당시 조선인 경시는 21명에 불과했을 만큼 조선인으로서는 올라가기 어려운 직급이었다.
1929년에 전남 영암군 군수가 되면서 관계로 이동했다. 이후 장흥군과 순천군에서 군수를 지냈다. 1935년 일본 정부로부터 훈5등 서보장을 받는 등 정6위 훈5등에 서위되어 있었다. 같은 해 총독부가 펴낸 《조선공로자명감》에 "두뇌가 명석하고 사무에 정통"하다는 인물평과 함께 수록되었다.
광복 후인 1949년에 생존해 있다가 반민족행위처벌법에 따라 반민특위에 체포된 일이 있다.
2002년 발표된 친일파 708인 명단 중 도 참여관, 조선총독부 사무관, 경시의 세 부문에 선정되었고, 2008년 공개된 민족문제연구소의 친일인명사전 수록예정자 명단에서는 경찰과 관료 두 부문에 포함되었다. 2009년 친일반민족행위진상규명위원회가 발표한 친일반민족행위 705인 명단에 포함되었다.

## 참고자료
- 구자경(具滋璟) - 국사편찬위원회